# Ferdinand de la Cerda
Pour les articles homonymes, voir De la Cerda.
 (août 2014).
Ferdinand de la Cerda, né le 23 octobre 1255 et mort en 1275, fils aîné du roi de Castille Alphonse X, est héritier présomptif de son père jusqu'à sa mort prématurée. 
Bien qu'il laisse deux fils de son mariage avec Blanche de France, fille de Louis IX, la succession est usurpée par son frère cadet Sanche (1258-1295), qui devient Sanche IV en 1284.

## Biographie

### Origines familiales
Il est le fils du roi de Castille Alphonse X (1221-1284).
Sa mère est Yolande d'Aragon (1236-1300), sœur du roi d'Aragon Pierre III.

### Carrière
Le jeune infant combat tôt aux côtés de son père, qu'il seconde dans la lutte dans les guerres de la Reconquista contre les musulmans d'Andalousie et de Murcie. 
En 1275, Alphonse X, qui tente depuis vingt ans d'accéder à la couronne impériale, part pour la France pour rencontrer le pape Grégoire X à Beaucaire.

### Mort et funérailles
Pendant son absence, les Mérinides lancent depuis le Maroc une invasion par la côte andalouse. Ferdinand prend la tête d'une expédition pour faire face à cette menace, mais trouve la mort en chemin. Son frère, Sanche prend les troupes en main et remporte la victoire. 
La mort de Ferdinand déclenche une lutte de succession, qui ne s'achève qu'à la mort du roi Alphonse X en 1284, avec l'avènement de Sanche IV de Castille.

## Mariage et descendance
Il épouse Blanche de France (1253-1320), fille de Saint Louis, qui lui donne deux fils : 
- Alphonse de la Cerda (1270-après 1324), dit « Alphonse le Déshérité », père entre autres de :
  - Alphonse II de la Cerda (1289-1327),  père du connétable Charles de la Cerda (1326-1354),
  - Louis de la Cerda (?-1348), amiral de France et prince des Iles Fortunées, beau-père de Bernard de Béarn par sa fille Isabelle de la Cerda, d'où les ducs de Medinaceli
- Ferdinand II de la Cerda (es), prince de la Cerda (1275-1322). Il épouse Juana Núñez de Lara (es), appelée "la Palomilla", qui veut dire "papillon", fille de Juan Núñez I de Lara (es) et de Teresa Díaz de Haro (es) de Biscaye (voir l'article Juan (note 2), et veuve de Henri de Castille et Leon (frère cadet d'Alphonse X), dont il a entre autres :
  - Juan Nuñez III de Lara, x Maria Diaz II de Haro, dame de Biscaye, arrière-petite-fille d'Alphonse X.
  - Blanche de la Cerda (es), épouse en 1329 Don Juan Manuel[2]
  - Marguerite de Lara (es)
  - Marie de la Cerda (v. 1319-1375), épouse de Charles d'Étampes puis de Charles II d'Alençon,